# Allianz (art)
Pour les articles homonymes, voir Allianz.
Allianz est un groupe d'artistes suisses formé à Zurich en 1937 par Leo Leuppi. 

## Histoire
Le groupe Allianz a défendu les théories de l'art concret de Max Bill en donnant toutefois plus d'importance à la couleur que leurs confrères constructivistes.
Leur première exposition de groupe, Neue Kunst in der Schweiz, a lieu à Bâle, Kunsthalle en 1938, et est suivie d'une deuxième au Kunsthaus de Zurich en 1942. D'autres expositions ont eu lieu à la Galerie des Eaux Vives à Zurich, notamment deux en 1944. Elles se poursuivent jusque dans les années 1950.

## Publications du groupe
L'almanach Neuer Kunst in der Schweiz, publié par le groupe en 1940, montre des reproductions de leurs œuvres avec celles d'artistes tels que Paul Klee, Le Corbusier et Kurt Seligmann. La publication inclut des textes de Leuppi, Le Corbusier, Seligmann, Sigfried Giedion, parmi d'autres. 
Les éditions des Eaux-Vives Zurich (liées à la Galerie) ont publié d'importants bulletins illustrés des expositions Allianz accompagnés de textes de Hansegger, Johannes Sorge, Max Bill et Ugo Pirogallo.

## Membres principaux
- Max Bill
- Walter Bodmer
- Robert A. Gessner
- Camille Graeser
- Fritz Glarner
- John Konstantin Hansegger
- Max Huber
- Leo Leuppi
- Richard Paul Lohse
- Verena Loewensberg
- Gérard Vulliamy[2]
- Rudolf Urech-Seon